# Knut Arild Hareide
Knut Arild Hareide (født 23. november 1972 på Rubbestadneset i Bømlo) er en norsk politiker (KrF). Han var miljøminister fra 18. juni 2004 til 12. september 2005, da regeringen gik af. Da Hareide tiltrådte stillingen som miljøminister, bare 31 år gammel, blev han KrFs yngste minister nogensinde. I det civile liv er Hareide ansat i Schibsted-koncernen siden 1997, og pr. 2009 organisationsdirektør.
Han er uddannet civiløkonom fra Norges Handelshøyskole (NHH) og har studeret sociologi ved Universitetet i Bergen. Han har været politisk rådgiver i Kirke- uddanninelses- og forskningsministeriet i Regeringen Kjell Magne Bondevik I, statssekretær i Finansministeriet i Regeringen Kjell Magne Bondevik II; og var 2. næstformand i KrF fra 2003 til 2007.
I januar 2007 blev det offentliggjort at Hareide trak sig midlertidig fra politikken, da han ønskede at satse på en karriere i erhvervslivet. Han er for tiden ansat som organisationsdirektør i Schibsted. Han var imidlertid tilbage ved partiets landsmøde i maj 2009, og blev nævnt som en mulig ny leder efter Dagfinn Høybråtens afgang; dette af både Kjell Magne Bondevik og Valgerd Svarstad Haugland.
Hareide blev ved stortingsvalget 2009 valgt som repræsentant fra Akershus.
Fra 2013 er Hareide parlamentarisk leder i KrF. Som forventet overtog han som partileder efter Dagfinn Høybråten. Hareide gik aktivt ind for at få Jens Stoltenbergs regering afløst af en borgerlig regering, og gav Erna Solberg fuld opbakning som statsminister. KrF gik dog ikke ind i hendes regering, men indgik i stedet, sammen med Venstre, en samarbejdsaftale med Solbergs regering. Aftalen blev ikke fornyet efter valget i 2017, hvor KrF gjorde sit dårligste valg siden 1936. 
I november 2018 tog norske kvinder til gaderne, efter KrFs forsøg på at undergrave lovbestemmelsen om selvbestemt abort.  Allerede i 2016 leverede Hareide, samt flere i KrF, et forslag til ændring i den norske grundlov, hvorved "retten til liv og legemlig integritet må omfatte hele livsspændet, fra den første begyndelse ved befrugtning til døden indtræder"  - dvs. et totalforbud mod abort.